# Peter Buwalda

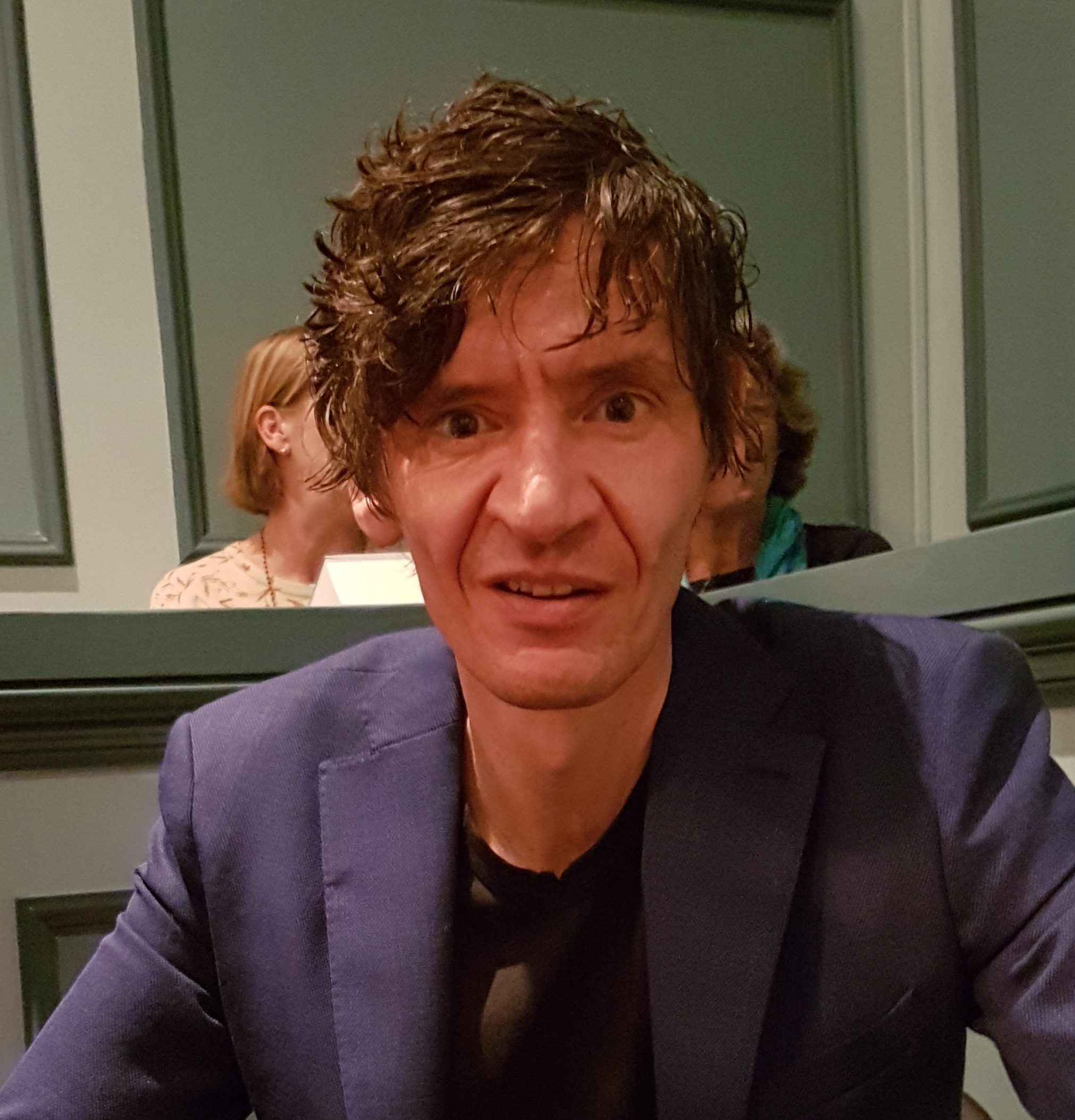
Peter Buwalda (2019)

Peter Buwalda (* 30. Dezember 1971 in Brüssel) ist ein niederländischer Journalist und Buchautor.

## Werdegang
Buwalda wuchs in Blerick auf. Er war Mitbegründer der Zeitschrift Wah-Wah. Danach schrieb er Essays und Erzählungen für verschiedene literarische Zeitschriften, darunter Bunker Hill, De Gids, Hollands Maandblad und Vrij Nederland.

## Werke
- Bonita Avenue. Roman. De Bezige Bij, Amsterdam 2010, ISBN 978-90-234-5729-9
  - 2012 französische Übersetzung: Bonita Avenue Roman. Französ. Übersetzung Arlette Ounanian, Actes Sud, Arles 2013, ISBN 978-2-330-01417-9
  - 2013 deutsche Übersetzung: Bonita Avenue. Roman. Dt. Übersetzung Gregor Seferens, Rowohlt-Verlag, Reinbek 2013, 640 Seiten, ISBN 978-3-498-00672-3.[1][2]
  - 2014 englische Übersetzung: Bonita Avenue. Roman. Engl. Übersetzung Jonathan Reeder, Pushkin Press, London 2014, ISBN 978-1-908968-17-3
- De wethouders van Juinen. Kellendonklezing 2013. Radboud Universiteit, Nijmegen 2013.
- Suzy vindt van niet. Kolumnensammlung. De Bezige Bij, Amsterdam 2014, ISBN 978-90-234-9093-7
- Van mij valt niks te leren. Kolumnensammlung. De Bezige Bij, Amsterdam 2015, ISBN 978-90-234-9466-9
- Verse probz. Kolumnensammlung. De Bezige Bij, Amsterdam 2016, ISBN 978-90-234-4758-0
- De kleine voeten van Lowell George. Kolumnensammlung. De Bezige Bij, Amsterdam 2017, ISBN 978-90-234-4400-8
- Otmars zonen. Roman. De Bezige Bij, Amsterdam 2019, ISBN 978-94-031-2300-4
  - 2021 deutsche Übersetzung: Otmars Söhne. Aus dem Niederländischen von Gregor Seferens. Rowohlt Verlag, Hamburg 2021, ISBN 978-3-498-00175-9.[3]

## Ehrungen
- 2011 Academica Debutantenprijs
- 2011 Selexyz Debuutprijs
- 2012 Anton-Wachter-Preis für den besten Debütroman
- 2012 Tzumpreis für den besten Satz
- 2019 BookSpot Literatuurprijs Lezersprijs

Nominierungen
- 2011 Libris-Literaturpreis
- 2011 NS Publieksprijs
- 2011 AKO-Literaturpreis
- 2011 Gouden Strop

## Belege
1. ↑  Feuer unterm Dach, Rezension von Bonita Avenue in: Süddeutsche Zeitung vom 17. April 2013, abgerufen am 18. Mai 2021
2. ↑  Mit der Kreissäge gegen die Familie, Rezension von Bonita Avenue auf Die Zeit Online vom 5. März 2013, abgerufen am 18. Mai 2021
3. ↑   Paul Geck: Nicht gerade ein Wiesengrund : Peter Buwaldas Roman „Otmars Söhne“, Rezension auf literaturkritik.de vom 7. April 2021, abgerufen am 18. Mai 2021

| Personendaten    | Personendaten                             |
| ---------------- | ----------------------------------------- |
| NAME             | Buwalda, Peter                            |
| KURZBESCHREIBUNG | niederländischer Journalist und Buchautor |
| GEBURTSDATUM     | 30. Dezember 1971                         |
| GEBURTSORT       | Brüssel                                   |